# Malthinus tadzhikistanicus
Malthinus tadzhikistanicus es una especie de coleóptero de la familia Cantharidae.

## Distribución geográfica
Habita en Tayikistán.